# Єменський мирний процес
Єменський мирний процес — це пропозиції та переговори щодо врегулювання єменської кризи шляхом організації схеми передачі влади в країні, а згодом — спроби припинення вогню в умовах громадянської війни, що розгорілася. Спочатку невдалі, зусилля з примирення завершилися президентськими виборами, що відбулися в Ємені в лютому 2012 року. Однак насильство в Ємені тривало як і під час виборів, так і після них, а кульмінацією стало захоплення влади хуситами і подальша громадянська війна.
Подальша спроба повстанців-хуситів сформувати уряд під назвою «Верховна Політична Рада» викликала різкий осуд з боку міжнародної спільноти. Організація Об'єднаних Націй офіційно назвала цей акт «явним порушенням єменської конституції», засудивши Раду за саботаж мирного процесу в Ємені.

## Примирення єменської революції

### Спроби медіації у 2011 році
У квітні Рада співробітництва арабських держав Перської затоки спробувала виступити посередником у врегулюванні кризи, розробивши кілька пропозицій щодо передачі влади. Ближче до кінця місяця Салех дав зрозуміти, що погодиться на план, який передбачає його відхід від влади через місяць після підписання угоди і створення уряду національної єдності напередодні виборів. Хоча деякі протестувальники підняли галас навколо угоди, критикуючи положення, які надавали президенту імунітет від судового переслідування і вимагали від опозиції приєднатися до Салеха і його міністрів в уряді національної єдності, лідери опозиції врешті-решт погодилися її підписати. Однак наприкінці місяця Салех змінив курс, і уряд оголосив, що не підпише угоду, призупинивши ініціативу РСАДПЗ.
На початку травня чиновники знову заявили, що Салех підпише угоду з РСАДПЗ, і опозиція також погодилася підписати її, якщо Салех підпише її особисто як президент. Однак Салех знову відступив, заявивши, що угода не потребує його підпису, і опозиція послідувала його прикладу, звинувативши Салеха в недобросовісному веденні переговорів. Протести і насильство по всій країні посилилися після цієї другої відмови Салеха.
Наприкінці травня лідери опозиції отримали запевнення, що Салех таки підпише план РСАДПЗ, і вони підписали угоду за день до того, як її мав підписати президент. Але Салех знову вирішив не підписувати, і 22 травня сталося коротке, але напружене протистояння, коли прихильники Салеха оточили будівлю посольства Об'єднаних Арабських Еміратів у Сані, заблокувавши міжнародних дипломатів (включно з генеральним секретарем РСАДПЗ) всередині, доки уряд не відправив гелікоптер, щоб переправити їх до президентського палацу.
23 листопада 2011 року Салех прилетів до Ер-Ріяда в Саудівській Аравії, щоб підписати план Ради співробітництва арабських держав Перської затоки щодо передачі влади, який він раніше відкидав. Підписавши документ, він погодився юридично передати повноваження президента своєму заступнику, віце-президенту Абду-Раббо Мансуру аль-Хаді протягом 30 днів і офіційно піти у відставку до президентських виборів 21 лютого 2012 року в обмін на імунітет від судового переслідування для нього і його сім'ї.

### Угода про відставку Салеха та вибори
21 січня 2012 року Палата представників Ємену схвалила закон про недоторканність. Вона також висунула віце-президента Хаді своїм кандидатом на майбутніх президентських виборах. Наступного дня Салех залишив Ємен, щоб отримати медичну допомогу в Сполучених Штатах, і, за повідомленнями, прагне виїхати до Оману.
Президентські вибори в Ємені відбулися 21 лютого 2012 року. Згідно з повідомленням про 65 % явку виборців, Хаді отримав 99,8 % голосів. Абд Раббу Мансур аль-Хаді був приведений до присяги як президент Ємену 25 лютого 2012 року, офіційно усунувши від влади Салеха, який правив країною протягом 33 років. Того ж дня Салех повернувся додому, щоб бути присутнім на інавгурації Хаді.

## 2015
4 квітня 2015 року Міжнародний комітет Червоного Хреста закликав до 24-годинного припинення вогню для доставки допомоги і товарів після того, як коаліція на чолі з Саудівською Аравією заблокувала три вантажі з гуманітарною допомогою до Ємену. 5 квітня агентство Reuters процитувало лідера хуситів, який заявив, що угруповання буде готове сісти за стіл мирних переговорів, якщо повітряні удари припиняться і нейтральна сторона виступить посередником. 7 квітня Китай долучився до підтримки припинення вогню в Ємені після заклику МКЧХ і Росії до гуманітарної паузи.
Незважаючи на те, що Саудівська Аравія звернулася до Пакистану за підтримкою приєднатися до коаліції, уряд Пакистану також закликав до припинення вогню, щоб сприяти переговорам щодо дипломатичного вирішення конфлікту. Разом з Туреччиною Пакистан виступив з ініціативами щодо припинення вогню в Ємені. Згідно з аналізом, опублікованим в U.S. News, стратегічні розрахунки Пакистану твердо переконані, що якщо саудівці почнуть сухопутну війну в Ємені — з пакистанськими військовими або без них — вона зайде в глухий кут; тому Пакистан нарощує свої зусилля, щоб потенційно допомогти в розробці рішення, яке збереже обличчя, щоб досягти припинення вогню і завершити війну.
12 квітня Саудівська Аравія відхилила вимогу Ірану про припинення вогню в Ємені. Міністр закордонних справ Саудівської Аравії принц Сауд аль-Фейсал заявив у столиці Саудівської Аравії Ер-Ріяді на прес-конференції зі своїм французьким колегою Лораном Фабіусом, що «Саудівська Аравія несе відповідальність за встановлення законного уряду в Ємені і Іран не повинен втручатися». Австралія закликала до припинення вогню в Ємені через велику кількість жертв серед цивільного населення. 16 квітня Генеральний секретар ООН Пан Гімун закликав до негайного припинення вогню в Ємені. Він також заявив, що всі сторони повинні якнайшвидше припинити війну.
17 квітня міністр закордонних справ Ірану Мохаммад Джавад Заріф представив Організації Об'єднаних Націй мирний план щодо Ємену, який складається з чотирьох пунктів. У цьому листі він вказав на величезні жертви серед цивільного населення і руйнування цивільної інфраструктури. Він сказав, що єдиний спосіб зупинити війну — це вимагати від єменських партій сформувати уряд національної єдності без будь-якого іноземного військового втручання.
У червні 2015 року рішення про припинення саудівської інтервенції в Ємені передбачало участь єменської делегації в мирних переговорах у Женеві; делегація зазнала нападу під час мирних переговорів у Женеві.

### Припинення вогню у травні 2015 року
П'ятиденне припинення вогню, запропоноване Саудівською Аравією, було прийнято хуситами та їхніми військовими союзниками 10 травня 2015 року. Перемир'я мало на меті забезпечити доставку гуманітарної допомоги в країну. Тимчасове перемир'я розпочалося в ніч на 12 травня, щоб дозволити доставку продовольства, води, медичної та паливної допомоги по всій країні.
На четвертий день перемир'я крихкий мир зруйнувався, коли в кількох південних мухафазах почалися бойові дії. 16 травня було вбито щонайменше троє мирних жителів в Адені і 12 в Таїзі, незважаючи на припинення вогню. Агентство Франс Прес повідомило, що в результаті зіткнень на півдні Ємену загинули «десятки» людей, в тому числі 26 бойовиків-хуситів і 12 бойовиків, що підтримують Хаді.

### Оманська ініціатива
Приблизно в цей же час у 2015 році в ЗМІ з'явилися повідомлення про те, що Оман, який є єдиною близькосхідною монархією, що не бере участі в коаліції і межує з Єменом, представив план з 7 пунктів як Ірану, так і Саудівській Аравії. У минулому Оман відігравав життєво важливу роль моста між Тегераном і Заходом, допомагаючи в ядерних переговорах, і тому має добрі стосунки з Іраном, а також з сусідами по РСАДПЗ. Також було висловлено припущення, що Оман був відповідальним за посередництво в досягненні 24-годинного припинення вогню, хоча аналітики сумніваються, що Оман може допомогти в більш жорстких переговорах.
Запланована ініціатива складалася з наступних частин:
- Виведення хуситів і сил, лояльних до поваленого президента Алі Абдалли Салеха, з усіх єменських міст і повернення військової техніки та боєприпасів, вилучених у єменської армії.
- Відновлення на посаді президента Абд Раббо Мансура Хаді та уряду Халеда Баха.
- Дострокові парламентські та президентські вибори.
- Угода, підписана всіма єменськими партіями.
- Перетворення Ансарулли на політичну партію.
- Міжнародна конференція з надання допомоги за участю держав-донорів.
- Вступ Ємену до Ради співробітництва країн Перської затоки.

## 2016

### Кувейтська ініціатива
У квітні 2016 року Кувейт приймав мирні переговори щодо Ємену протягом трьох місяців. Однак у серпні переговори перервалися після того, як сторони, що брали участь у війні, не змогли укласти угоду. Друга єменська спроба припинити вогонь 21 листопада 2016 року провалилася протягом 48 годин.

## 2018
США і Великобританія чинять величезний тиск на Саудівську Аравію після бомбардувань Ємену і жорстокого вбивства журналіста Washington Post Джамаля Хашоггі. 30 жовтня 2018 року державний секретар США Майк Помпео заявив: «Настав час припинити цей конфлікт, замінити конфлікт компромісом і дозволити єменському народу зцілитися через мир і відновлення». Помпео підкреслив, що повстанці-хусити повинні припинити ракетні обстріли Саудівської Аравії та ОАЕ, але він також додав, що «згодом авіаудари коаліції повинні припинитися у всіх населених районах Ємену», націлені на Саудівську Аравію. Міністр оборони США Джим Меттіс заявив, що всі сторони, які беруть участь у війні, повинні протягом 30 днів взяти участь у мирних переговорах, ініційованих ООН. 10 листопада 2018 року США оголосили, що більше не будуть дозаправляти літаки коаліції, які здійснюють польоти над Єменом. Коаліція на чолі з Саудівською Аравією опублікувала заяву, в якій підтвердила це рішення, зазначивши, що припинення дозаправки в повітрі було зроблено на прохання коаліції у зв'язку з поліпшенням їхніх власних можливостей дозаправки. Очікується, що цей крок матиме мінімальний вплив на зусилля Саудівської Аравії. США, як і раніше, надають підтримку інтервенції під проводом Саудівської Аравії через продаж зброї та обмін розвідданими.
Багато американських сенаторів були засмучені реакцією Трампа на вбивство Хашоггі. Незадоволення підтримкою адміністрації Трампа отримало новий виток, коли американські сенатори висунули пропозицію припинити американську підтримку коаліції на чолі з Саудівською Аравією, яка воює в Ємені. Сенатори проголосували 63 — 37 за двопартійну пропозицію, завдавши серйозного удару по адміністрації Трампа, яка підтримувала Саудівську Аравію.

## 2019
Місія ООН з підтримки Ходейдської угоди була ініційована Організацією Об'єднаних Націй в Ємені. 13 березня 2019 року Сенат США проголосував 54 — 46 голосами за припинення підтримки США війни в Ємені під проводом Саудівської Аравії і закликав президента відкликати американські війська зі складу коаліції під проводом Саудівської Аравії. 27 вересня Кувейт підтвердив свою готовність прийняти сторони, що беруть участь у війні в Ємені, для проведення чергового раунду мирних переговорів з метою пошуку політичного вирішення тривалої кризи.

### Ер-Ріядська угода щодо Ємену
5 листопада в присутності Мухаммеда бен Салмана, Мухаммеда бен Заїда, Абдрабу Мансура Хаді, голови Південної перехідної ради Айдаруса аз-Зубайді та інших високопосадовців було підписано Ер-Ріядську угоду про розподіл влади між єменським урядом, підтримуваним Саудівською Аравією, та південними сепаратистами, підтримуваними ОАЕ, яка передбачає розподіл повноважень. Угода була підписана в Саудівській Аравії і була сприйнята як більш широке політичне рішення, спрямоване на припинення багатогранного конфлікту в Ємені. Незважаючи на угоду, в грудні відбулися зіткнення між ППР і урядовими військами Хаді.

## 2020

### Припинення вогню у відповідь на пандемію COVID-19 у 2020 році
Після того, як Організація Об'єднаних Націй закликала обидві сторони до мирних переговорів з метою реагування на пандемію COVID-19 в Ємені, коаліція на чолі з Саудівською Аравією оголосила про одностороннє припинення вогню, починаючи з полудня 9 квітня, щоб підтримати зусилля з пом'якшення наслідків пандемії COVID-19. Однак, незважаючи на обіцянку припинити вогонь в Ємені, коаліція на чолі з Саудівською Аравією здійснила десятки авіаударів протягом тижня. За даними Yemen Data Project, щонайменше 106 авіаударів під керівництвом Саудівської Аравії в ході 26 рейдів по Ємену були здійснені Королівством лише за один тиждень. 2 липня винищувачі коаліції завдали десятки авіаударів по кількох єменських провінціях. Операція стала відповіддю на запуски балістичних ракет і безпілотників хуситами проти Саудівської Аравії.
У липні 2020 року Махмуд Ахмадінеджад заявив, що готовий стати посередником між ворогуючими сторонами в Ємені для припинення війни.

### Обмін полоненими
27 вересня 2020 року Організація Об'єднаних Націй оголосила, що підтримувані Іраном повстанці Хуті та уряд Хаді, підтримуваний військовою коаліцією на чолі з Саудівською Аравією, погодилися обміняти близько 1 081 затриманих і полонених, пов'язаних з конфліктом, в рамках плану звільнення, досягнутого на початку 2020 року. Угода передбачала звільнення 681 повстанця разом із 400 урядовими військами Хаді, серед яких було п'ятнадцять саудівців і четверо суданців. Угода була укладена після тижневої зустрічі в Гліоні, Швейцарія, під співголовуванням Спеціального посланника ООН у Ємені Мартіна Гріффітса. Угода про обмін полоненими була укладена ООН під час мирних переговорів у Швеції у 2018 році, і обидві сторони домовилися про низку заходів, включаючи припинення вогню в стратегічному портовому місті Ходейда. Угода про обмін полоненими була укладена в рамках мирних переговорів у Швеції у 2018 році. Однак реалізація плану зіткнулася з військовими наступами хуситів і коаліції на чолі з Саудівською Аравією, що посилило гуманітарну кризу в Ємені, внаслідок чого мільйони людей страждають від нестачі медикаментів і продовольства.

## 2022

### Припинення вогню за посередництва ООН
За посередництва ООН 2 квітня 2022 року було укладено двомісячне перемир'я між ворогуючими сторонами в Ємені, яке включало в себе дозвіл на імпорт пального в райони, утримувані хуситами, та деякі рейси з аеропорту Сани до Йорданії та Єгипту. ООН оголосила 2 червня 2022 року, що загальнонаціональне перемир'я було продовжено ще на два місяці. Сполучені Штати привітали продовження перемир'я в Ємені, високо оцінивши допомогу Саудівської Аравії, Йорданії, Єгипту та Оману в забезпеченні перемир'я. У серпні 2022 року перемир'я було продовжено із зобов'язанням укласти «розширену угоду про перемир'я якомога швидше». Через два тижні після перемир'я хусити підписали з ООН план дій, який зобов'язав їх припинити використання дітей-солдатів.

## 2023
20 березня 2023 року Організація Об'єднаних Націй та Міжнародний комітет Червоного Хреста повідомили, що уряд Ємену та хусити погодилися звільнити 887 затриманих після 10 днів переговорів у Швейцарії. Обидві сторони також домовилися про право на відвідування ув'язнених у місцях позбавлення волі і, ймовірно, про більшу кількість обмінів ув'язненими в найближчому майбутньому. Ганс Грундберг, спеціальний посланник ООН у Ємені, заявив, що справи нарешті рухаються «у правильному напрямку» до врегулювання конфлікту. Можливий кінець руйнівної війни в регіоні настає після нещодавнього зближення Саудівської Аравії та Ірану, яке відбулося за посередництва Китаю тижнем раніше.